# شهرستان بتو
شهرستان بتو (به لاتین: Bétou District) یک منطقهٔ مسکونی در جمهوری کنگو است که در لیکوالا واقع شده‌است.